# America Chavez
America Chavez to superbohaterka występująca w amerykańskich komiksach wydawanych przez Marvel Comics. Stworzona przez Joe Caseya i Nicka Dragotta, Chavez była drugą po Madeline Joyce postacią Marvela, która używała pseudonimu Miss America. Chavez po raz pierwszy pojawiła się w Vengeance #1 (wrzesień 2011), by później wystąpić w jej własnej serii, America, w marcu 2017 roku, autorstwa pisarki Gabby Rivery. Postać w filmie aktorskim zadebiutowała w Filmowego Uniwersum Marvela, w Doktor Strange w multiwersum obłędu, graną przez Xochitl Gomez.

## Historia publikacji
America Chavez zadebiutowała w limitowanej serii Vengeance z 2011 roku autorstwa Joe Caseya i Nicka Dragotta. Chavez pojawiła się później w serii Young Avengers z 2013 roku autorstwa Kierona Gillena i Jamiego McKelvie oraz w serii A-Force z 2015 roku autorstwa G. Willow Wilsona, Marguerite Bennett i Jorge Moliny. Od października 2015 roku Chavez pojawiła się w Ultimates autorstwa Ala Ewinga i Kennetha Rocaforta w ramach inicjatywy All-New, All-Different Marvel. Na Comic Con w Nowym Jorku w 2016 roku Marvel ogłosił, że Chavez otrzyma swoją pierwszą solową serię – zatytułowaną po prostu America. Ta seria, napisana przez latynoamerykańską powieściopisarkę Gabby Rivera, rozpoczęła się w marcu 2017 r. i została odwołana w kwietniu 2018 r. W sierpniu 2018 roku Chavez dołączyła do West Coast Avengers w serii stworzonej przez pisarza Kelly Thompson i artystę Stefano Caselli.

## Fikcyjna biografia
America Chavez wierzyła, że została wychowana przez swoje matki w Utopian Parallel, rzeczywistości, która jest poza czasem, w obecności istoty znanej jako Demiurg, której przypisywała zyskanie supermocy. W jej pamięci, gdy Chavez miała około sześciu lat, Utopian Parallel groziło zniszczenie. Matki Chavez poświęciły się, by zapieczętować czarne dziury, w wyniku czego ich cząsteczki zostały rozmazane po całym Multiwersum. Chcąc udowodnić, że jest bohaterką i wiedząc, że Utopia nie wymaga zbawienia, Chavez uciekła z domu i od obowiązków. Podróżowała przez różne rzeczywistości, ostatecznie przyjęła pseudonim Miss America i zaczęła potajemnie działać jako superbohaterka.
Chavez ostatecznie dołączyła do Teen Brigade i służyła jako współlider w Ultimate Nullifier. Wraz z Teen Brigade uwolniła In-Betweenera z rządowego więzienia Groom Lake Adjacent w Nevadzie. Dzięki informacjom od In-Betweenera, Teen Brigade postanowiła powstrzymać Young Masters of Evil przed zakłóceniem równowagi między chaosem a porządkiem. Aby powstrzymać Young Masters of Evil przed rekrutacją Kid Lokiego, Chavez włamała się do Metropolitan Art Museum, ale Loki użył Screaming Idol, aby wysłać ją do Szóstego Wymiaru. Tam walczyła z Tiboro, a później została uratowana przez Defenders, She-Hulk i Daimona Hellstroma, pod przywództwem In-Betweenera. Dołączyła do swoich kolegów z drużyny w Latverii, gdzie walczyli z Braak’nhüd, Young Masters i Doktorem Doomem. Bitwa zakończyła się, gdy Ultimate Nullifier strzelił do In-Betweenera. Gdy dym się rozwiał, Teen Brigade potajemnie odeszła. Chavez później rozstała się z Teen Brigade z powodu „różnic muzycznych”.
Po opuszczeniu Teen Brigade, Chavez udała się na Ziemię-212, gdzie spotkała nastoletniego Lokiego, który udawał, że próbuje przekonać Chavez do zabicia Wiccana dla dobra multiwersum. Zniesmaczona propozycją Chavez walczyła z Lokim i postanowiła chronić Wiccana. Na Ziemi-616 Chavez powstrzymała Lokiego przed magicznym atakiem na Wiccana w jego domu. Hulkling interweniował, ale Ameryka i Loki szybko uciekli bez wyjaśnienia. Chavez później uratowała Hulklinga, Wiccana i Lokiego przed Matką, międzywymiarowym pasożytem obudzonym przez jedno z zaklęć Lokiego. Wszyscy uciekli na pokład statku Marvel Boya i pomogli w ostatecznym starciu z siłami Matki w Central Parku. Później, w Young Avengers #15, bezceremonialnie wyjawia zespołowi, że nie jest zainteresowana mężczyznami i uznaje swój jednorazowy pocałunek z męskim superbohaterem Ultimate Nullifier za eksperyment. Później zaczyna spotykać się z Lisą, sanitariuszką i tańczy z nią, aby „zamknąć dziurę we wszechświecie”. Zakochała się także w Lady Katherine Bishop, alternatywnej wersji Kate Bishop, i miały bliski związek.
Podczas fabuły Secret Wars 2015, Chavez pojawia się jako członek A-Force, żeńskiego zespołu Avengers. Jej fani stworzyli gang o nazwie La Chiquitas i zmienili włosy na symbole Chavez, w tym fan Sydney Walker. Kiedy wyspiarski naród Arkadii zostaje zaatakowany przez megalodona, Chavez rzuca rekina przez Tarczę, mur oddzielający granice Arkadii, łamiąc tym samym prawa King Dooma. Następnie zostaje aresztowana i skazana na spędzenie reszty życia na obronie Tarczy.
Po wydarzeniach z Secret Wars, Chavez dołączyła do nowo utworzonego zespołu Ultimates na zaproszenie Blue Marvel. Chavez uczęszczała również na Uniwersytet Sotomayor jako studentka, gdzie dzieliła zajęcia z byłym kolegą z drużyny Young Avenger, Prodigy.
W serii America Chavez: Made in the USA zakwestionowano to, co Chavez wiedziała o swoim pochodzeniu. Jej wcześniej nieznana siostra Catalina zmusiła ją do przypomnienia sobie, że jej matki Amalia i Elena Chavez nie były kosmitami, ale ludzkimi lekarzami. Lekarze zabrali swoje córki na prywatną wyspę zwaną Utopian Parallel, aby spróbować wyleczyć chorobę – Syndrom Edgesa, ale odkryli, że ich dobroczyńca miał złe plany wobec wszystkich przywiezionych tam dziewcząt. Lekarze poświęciły się, aby uwolnić Amerykę i Catalinę, ale tylko Ameryka uciekła. Catalina sugeruje, że Ameryka wymyśliła historię obcego wszechświata jako mechanizm radzenia sobie.

## Moce i umiejętności
Chavez posiada nadludzką siłę i wytrzymałość oraz moc latania. Ma również moc otwierania dziur w kształcie gwiazdy w rzeczywistości, pozwalając jej i jej kolegom z drużyny podróżować przez multiwersum i inne rzeczywistości. Potrafi poruszać się z nadludzką prędkością, ponieważ jest w stanie dogonić i prawie przekroczyć prędkość światła obserwowaną przez Spectrum w jej formie świetlnej. Chavez rozwinęła umiejętność rozbijania wroga na małe fragmenty gwiazdy za pomocą ciosu. W chwilach ekstremalnego stresu pokazano, jak wyświetla dużą gwiazdę, która uwalnia potężny podmuch energii, zdolny zranić chociażby Kapitan Marvel.

## Inne wersje
W możliwej przyszłości przedstawionej w drugim tomie serii Hawkeye, dorosła Ameryka Chavez jest członkiem SHIELD i przejmuje rolę Kapitana Ameryki.

## W innych mediach

### Telewizja
America Chavez pojawia się w serii animowanych programów specjalnych Marvel Rising, której głosu użyczyła Cierra Ramirez.

### Film
- America Chavez pojawia się w 2018 roku w animowanym filmie Marvel Rising: Secret Warriors, gdzie jej głosu użyczyła Cierra Ramirez[35][37].
- America Chavez pojawia się w filmie Filmowego Uniwersum Marvela, Doktor Strange w multiwersum obłędu, grana przez Xochitl Gomez[2].

### Gry wideo
- America Chavez pojawia się jako grywalna postać do odblokowania w grze Lego Marvel’s Avengers[38].
- America Chavez pojawia się w DLC „Marvel’s Women of Power” dla Pinball FX 2[39][40].
- America Chavez pojawiła się jako grywalna postać do odblokowania w Marvel Avengers Academy podczas wydarzenia „A-Force”, którego głosu użyczyła Sandra Espinoza[41][42].
- America Chavez pojawia się jako grywalna postać do odblokowania w Marvel: Future Fight.
- America Chavez pojawia się jako grywalna postać do odblokowania w Marvel Puzzle Quest[43].
- America Chavez pojawia się jako grywalna postać do odblokowania w Lego Marvel Super Heroes 2.
- America Chavez pojawia się jako grywalna postać w aplikacji mobilnej Marvel Strike Force.
- America Chavez pojawia się jako grywalna postać w Marvel Contest of Champions.

### Seria internetowa
America Chavez pojawia się w Marvel Rising: Ultimate Comics, którego głosu użyczyła Cierra Ramirez.

### Gry planszowe
America Chavez pojawia się w Marvel United, wydawanym przez CMON Limited.